# Dusan Lajovic
Dusan Lajovic (30 de junho de 1990, Belgrado, Iugoslávia) é um tenista profissional sérvio.

## ATP finais

### Duplas: 2 (1 título; 1 vice)
| Legenda                           |
| --------------------------------- |
| Grand Slam (0–0)                  |
| ATP World Tour Finals (0–1)       |
| ATP World Tour Masters 1000 (0–1) |
| ATP World Tour 500 Series (0–0)   |
| ATP World Tour 250 Series (1–1)   |

| Finais por Piso |
| --------------- |
| Duro (0–0)      |
| Saibro (1–1)    |
| Grama (0–0)     |
| Carpete (0–0)   |

| Posição | N. | Data          | Torneio                          | Piso   | Parceiro      | Oponentes                      | Placar        |
| ------- | -- | ------------- | -------------------------------- | ------ | ------------- | ------------------------------ | ------------- |
| Vice    | 1. | 27 Julho 2014 | ATP de Umag, Umag, Croácia       | Saibro | Franko Škugor | František Čermák Lukáš Rosol   | 4–6, 6–7(5–7) |
| Campeão | 1. | 3 Maio 2015   | Istanbul Open, Istanbul, Turquia | Saibro | Radu Albot    | Robert Lindstedt Jürgen Melzer | 6–4, 7–6(7–2) |

## Copa Davis: 1 (0–1 vice)
| Posição | N. | Data                | Competição                   | Piso     | Time                                         | Oponentes                                          | Placar |
| ------- | -- | ------------------- | ---------------------------- | -------- | -------------------------------------------- | -------------------------------------------------- | ------ |
| Vice    | 1. | 15–17 Novembro 2013 | Copa Davis, Belgrado, Sérvia | Duro (i) | Novak Djokovic Nenad Zimonjić Ilija Bozoljac | Tomáš Berdych Radek Štěpánek Lukáš Rosol Jan Hájek | 2–3    |